# Me Against the World
Me Against the World este cel de-al treilea album al rapperul american Tupac Shakur. A fost lansat pe 14 martie 1995 de Jive Records prin intermediul Interscope Records. Albumul a fost inregistrat pe parcursul a câteva săptămâni înainte de încarcerarea lui Shakur din cauza unei condamnări pentru agresiune sexuală.
Me Against the World, lansat în timp ce Shakur era la închisoare, a avut un impact imediat în topuri, debutând pe locul unu în Billboard 200. Acest lucru a făcut ca Shakur să fie primul artist, care avea un album care a debutat pe primul loc în Billboard 200 în timp ce el era în închisoare. Acest album a fost unul dintre cele mai bine revizuite albume ale lui Shakur, cu mulți calificându-l drept cel mai bun efort al carierei și este considerat ca fiind unul dintre cele mai bune și influente albumuri hip hop din toate timpurile.

## Ordinea pieselor
| #  | Titlu                     | Durată | Producător(i)                                | Artișt(i)                                                      | Monstre |
| -- | ------------------------- | ------ | -------------------------------------------- | -------------------------------------------------------------- | --- |
| 1  | "Intro"                   | 1:40   | Tony Pizarro                                 | Sarah Diamond Debby Hambrick Jay Jensen Jill Jones Dan O'Leary | |
| 2  | "If I Die 2Nite"          | 4:02   | Easy Mo Bee                                  | Tupac Shakur                                                   | - "Deep Cover" de Dr. Dre - "Tonight" de Kleeer - "Tonight's the Night" de Betty Wright                                               |
| 3  | "Me Against the World"    | 4:41   | Soulshock & Karlin                           | Shakur Dramacydal                                              | - "Inside My Love" by Minnie Riperton - "Walk On By" de Isaac Hayes                                                                   |
| 4  | "So Many Tears"           | 3:59   | Shock G                                      | Shakur                                                         | - "That Girl" de Stevie Wonder |
| 5  | "Temptations"             | 5:01   | Easy Mo Bee                                  | Shakur                                                         | - Contains interpolation of "Computer Love" de Zapp - "Sing a Simple Song" by Sly & the Family Stone - "Watch Your Nuggets" de Redman |
| 6  | "Young Niggaz"            | 4:53   | Le-morrious "Funky Drummer" Tyler Moe Z.M.D. | Shakur                                                         | - Contains interpolation of "She's Strange" de Cameo - "Sing a Simple Song" de Sly and the Family Stone                               |
| 7  | "Heavy in the Game"       | 4:24   | Sam Bostic Mike Mosley                       | Shakur Lady Levi Richie Rich                                   | - Contains interpolation of "Just Be Good to Me" de The SOS Band                                                                      |
| 8  | "Lord Knows"              | 4:32   | Brian G                                      | Shakur                                                         | - "All I Ask" de The Blackbyrds |
| 9  | "Dear Mama"               | 4:40   | Tony Pizarro                                 | Shakur                                                         | - "In My Wildest Dreams" de Joe Sample - Contains interpolation of "Sadie" by The Spinners                                            |
| 10 | "It Ain't Easy"           | 4:54   | Tony Pizarro                                 | Shakur                                                         | |
| 11 | "Can U Get Away"          | 5:46   | Mike Mosley                                  | Shakur                                                         | - Contains interpolation of "Happy Feelin's" de Maze featuring Frankie Beverly                                                        |
| 12 | "Old School"              | 4:41   | Soulshock                                    | Shakur                                                         | - "Dedication" de Brand Nubian - "We Share" de the Soul Searchers                                                                     |
| 13 | "Fuck the World"          | 4:14   | Shock G                                      | Shakur                                                         | |
| 14 | "Death Around the Corner" | 4:07   | Johnny "J"                                   | Shakur                                                         | - Contains excerpts from the films American Me și The Untouchables                                                                    |
| 15 | "Outlaw"                  | 4:33   | Moe Z.M.D.                                   | Shakur Dramacydal                                              | |

## Istoricul topurilor

### Poziția în topuri
| Top (1995)                  | Poziția |
| --------------------------- | ------- |
| Deutsch Albums Chart        | 23      |
| Swedish Albums Chart        | 40      |
| U.S. Billboard 200          | 1       |
| U.S. Top R&B/Hip-Hop Albums | 1       |

| 1995 | "Dear Mama"     | 9  | 1  | 3  | 1  | 16 |
| 1995 | "So Many Tears" | 44 | 41 | 21 | 6  | —  |
| 1995 | "Temptations"   | 68 | —  | 35 | 13 | —  |